# Heinrich Blum
Heinrich Blum, někdy uváděn jako Jindřich Blum (16. ledna 1894 Soběšice u Brna – po 27. dubnu 1942 [přesně není známo]), byl český funkcionalistický architekt židovského původu, oběť holokaustu.

## Život
Heinrich Blum se narodil v Soběšicích u Brna v židovské rodině. Otec Šimon, matka Leopolda rozená Polatscheková. Studia absolvoval na První německé reálce v Brně, poté na Německé technice tamtéž, kde byl imatrikulován 17. ledna 1913. První státní zkoušku složil roku 1914 (51 bodů), druhou až v roce 1921 pravděpodobně kvůli vojenské službě v 1. světové válce.
Na technice pokračoval jako asistent postgraduálním studiem a disertační prací „Studie zástavby Akademické čtvrti na Kraví hoře s návazností na území mezi Kraví horou a Královým polem“. V polovině 30. let bydlel v bytě rodičů na Kobližné 18, koncem roku 1939 v ulici Na špitálce 5a (dnes ulice Špitálka).
Po studiu se Heinrich Blum zařadil k brněnským architektům, vesměs židům (Ernst Wiesner, Otto Eisler, Sikmund Kerekes), kteří viděli hlavní orientační bod v Adolfu Loosovi, s nímž se setkali v roce 1920. Díky vlivu Loose tak Brno získalo velký náskok v uplatnění moderní architektury.
Na začátku listopadu 1941 se oženil s Gertrudou Nasch (* 14. ledna 1905 v Holešově) a bydlel Na Ponávce 16. Spolu se svou ženou byl 14. dubna 1942 deportován do terezínského gheta transportem Ah jako č. 713 a následně 27. dubna 1942 transportem Aq jako č. 618 do polské Izbice. Z Izbice pak byli zřejmě transportováni do některého z blízkých vyhlazovacích táborů Majdanek, Belzec, Chelmno nebo Sobibor, kde byli zavražděni.

### Časový přehled
- 1894 narozen v Soběšicích u Brna
- 1913–1921 studium na Německé vysoké škole technické v Brně
- 1920 přednášky Adolfa Loose v Brně
- 1921–? asistent na Německé vysoké škole technické v Brně
- 1925 disertace na téma výstavby Akademické čtvrti na Kraví hoře v Brně
- 1930–? samostatný projektant v Brně
- 1933–? člen pracovního výbory Výstavy stavebnictví a bydlení (členové Bohuslav Fuchs, Jiří Kroha, Arnošt Wiesner)[10]
- 193?–1939? v kanceláři Jana Víška
- 1942 deportován do Terezína, později Izbice, doba a místo úmrtí nezjištěny[2][4]

## Dílo

### Realizace

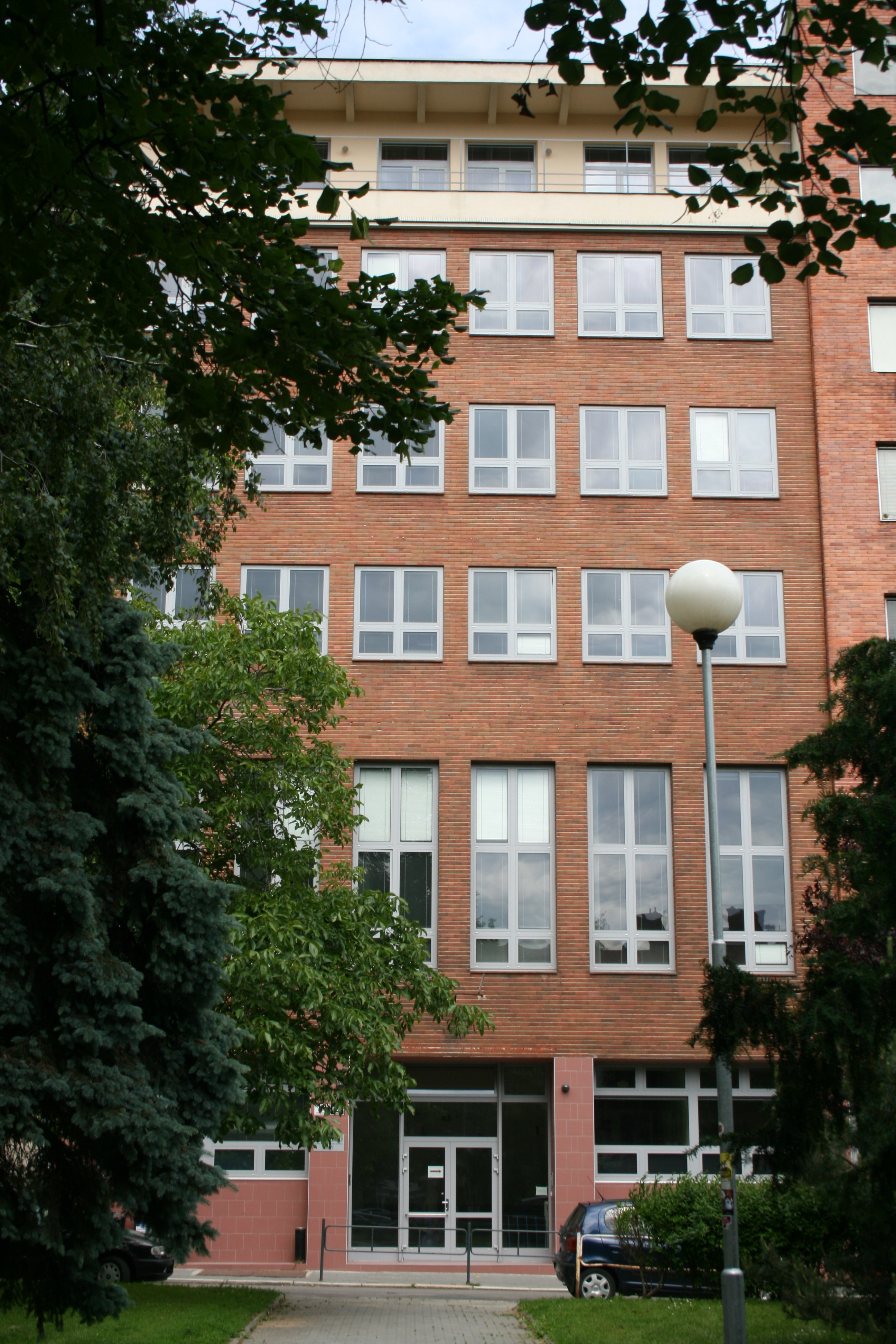
Masarykova německá lidová vysoká škola (Blum, 1931), nyní Ústav hudební vědy MUNI.

- 1924 Silo cementárny a vápenky, Slaměníkova 23
  - spoluautor: František Hýbl
  - stavebník: Továrna na portlantský cement a vápno, Leo Czech a spol, Maloměřice

- 1928 Vila, Preslova 7
  - stavebník: Adéla a Jindřich Rosenberg

- 1928 Vila, Preslova 291/5
  - stavebník: Alfréd a Marie Koblitz

- 1931 Deutsche Masaryk-Volkshochschule, Janáčkovo nám. 654/2a
  - stavebník: Brünner Deutsches Volksbildungshaus
  - dnes: Filozofická fakulta Masarykovy univerzity v Brně, budova "N"

- 1932 Vila rodiny Wittalových, Hroznová 39
  - stavebník: Yohann, Friederike Wittal

- 1932 Nájemní blok s minimálními byty, Merhautova 931/13
  - spoluautor: Sikmund Kerekes
  - stavebník: stavební a bytové družstvo Freundschaft

- 1936 Nájemní dům, Preslova 11
  - spoluautor: Bohuslav Fuchs
  - stavebník: Dr. J. A H. Lōwitovi

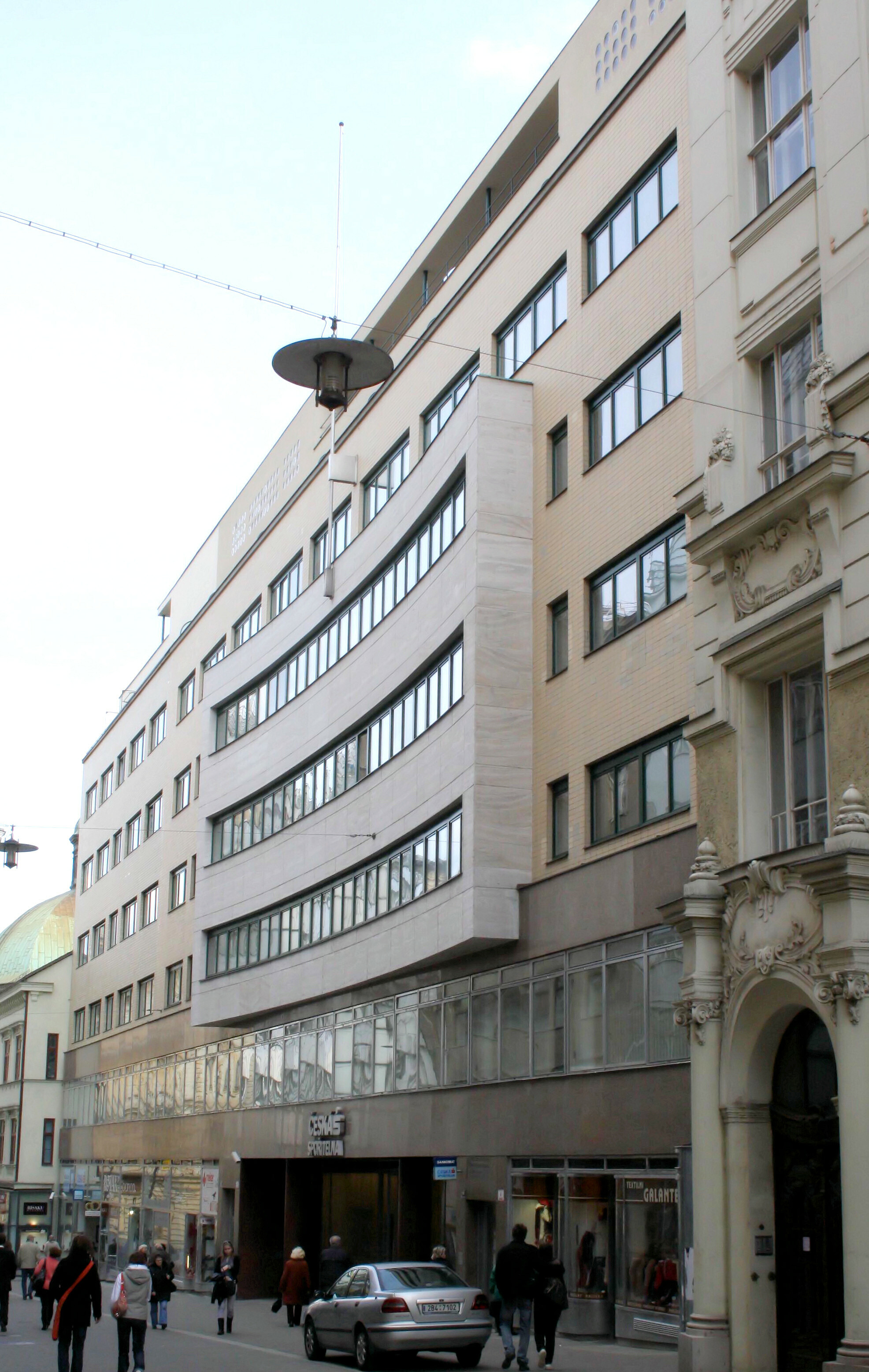
První moravská spořitelna, (Polášek, Oplatek, Blum 1938), nyní Česká spořitelna.

- 1936–1938 Administrativní a nájemní budova banky Erste māhrische Sparkasse, Jánská 6-10
  - spoluautoři: Josef Polášek, Otakar Oplatek
  - stavebník: Erste māhrische Sparkasse (První moravská spořitelna)
  - dnes: Česká spořitelna[2][11]

### Soutěže a návrhy
- 1919 Soutěžní návrh na školu, Třebíč
  - spoluautor: Josef Doupovec
- 1935 Soutěžní návrh na Německé divadlo, Tyršův sad, Brno
- 1936 Soutěžní návrh na malobytové domy, Renneská ul. Brno
- 1937 Návrh na ředitelství Československých státních drah, Kounicova ul. Brno[11]